# Cantone di Heuchin
Il Cantone di Heuchin era una divisione amministrativa dell'arrondissement di Arras.
È stato soppresso a seguito della riforma complessiva dei cantoni del 2014, che è entrata in vigore con le elezioni dipartimentali del 2015.
Comprendeva i comuni di:
- Anvin
- Aumerval
- Bailleul-lès-Pernes
- Bergueneuse
- Bours
- Boyaval
- Conteville-en-Ternois
- Eps
- Équirre
- Érin
- Fiefs
- Fleury
- Floringhem
- Fontaine-lès-Boulans
- Fontaine-lès-Hermans
- Hestrus
- Heuchin
- Huclier
- Lisbourg
- Marest
- Monchy-Cayeux
- Nédon
- Nédonchel
- Pernes
- Prédefin
- Pressy
- Sachin
- Sains-lès-Pernes
- Tangry
- Teneur
- Tilly-Capelle
- Valhuon